# Can Tho

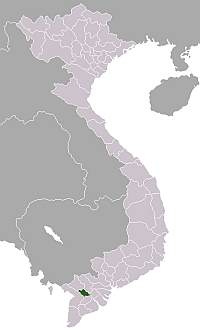
Can Thos läge i Vietnam.

Can Tho (på vietnamesiska Cần Thơ) är en stad i södra Vietnam, belägen i Mekongflodens delta. Folkmängden uppgick till 1 188 435 invånare vid folkräkningen 2009, varav 731 545 invånare bodde i själva centralorten.

## Administrativ indelning
Can Tho är en av Vietnams fem storstadskommuner på samma administrativa nivå som landets provinser, och bildades i slutet av 2003 då den gamla provinsen Can Tho delades i storstadskommunen Can Tho och provinsen Hau Giang. Kommunen är indelad i fem urbana distrikt (quận) och fyra landsbygdsdistrikt (huyện):
Urbana distrikt
- Binh Thuy
- Cai Rang
- Ninh Kieu
- O Mon
- Thot Not

Landsbygdsdistrikt
- Co Do
- Phong Dien
- Thoi Lai
- Vinh Thanh